# Côte-Saint-Luc
Côte-Saint-Luc ist eine Stadt im Südwesten der kanadischen Provinz Québec. Sie liegt auf der Île de Montréal und bildet eine Enklave innerhalb von Montreal. Die Stadt hat eine Fläche von 6,96 km² und zählt 32.448 Einwohner (Stand: 2016).

## Geographie
Côte-Saint-Luc liegt im zentralen Teil der Île de Montréal. Die Gemeinde ist größtenteils vom Gebiet der Stadt Montreal umschlossen, und zwar von den Stadtbezirken Côte-des-Neiges–Notre-Dame-de-Grâce im Osten, Lachine im Süden und Saint-Laurent im Westen. Sie grenzt auch an andere Gemeinden: Im Norden an Mont-Royal, im Nordosten an Hampstead und im Südosten an Montréal-Ouest. Das Stadtzentrum von Montreal ist rund acht Kilometer entfernt.

## Geschichte
Der Name der Gemeinde leitet sich einerseits von ihrer Lage auf einem Hügel (französisch côte) ab, andererseits von Luc de La Corne Saint-Luc, einem französischen Offizier. Zu Beginn des 18. Jahrhunderts wurde der bewaldete Hügel gerodet und anschließend zwei Jahrhunderte lang landwirtschaftlich genutzt. Vor 1900 entstand eine Siedlung, die Gründung der Gemeinde erfolgte im Jahr 1903. Wie andere Gemeinden im Westen der Insel besaß Côte-Saint-Luc von Anfang an einen überdurchschnittlich hohen Anteil englischsprachiger Einwohner. 1958 wurde Côte-Saint-Luc zur Stadt erhoben. Der Bau zahlreicher Hochhäuser in den 1960er Jahren hatte ein rasches Bevölkerungswachstum zur Folge. Es ließen sich hauptsächlich jüdische Einwanderer aus Osteuropa nieder, so dass heute mehr als zwei Drittel der Bevölkerung jüdischen Glaubens sind.
Am 1. Januar 2002 wurden 27 Gemeinden auf der Insel mit Montreal fusioniert. Besonders in Gemeinden mit einem hohen Anteil an Englischsprachigen regte sich Widerstand, da diese Maßnahme von der Provinzregierung der separatistischen Parti Québécois angeordnet worden war. Ab 2003 stellte die Parti libéral du Québec die Regierung und versprach, die Gemeindefusionen rückgängig zu machen. Am 20. Juli 2004 fanden in 22 ehemaligen Gemeinden Referenden statt. In Côte-Saint-Luc sprachen sich 87,0 % der Wahlbeteiligten für die Trennung aus. Die Gemeinde wurde am 1. Januar 2006 neu gegründet, musste aber zahlreiche Kompetenzen an den Gemeindeverband abtreten.

## Bevölkerung
Gemäß der Volkszählung 2011 zählte Côte-Saint-Luc 32.321 Einwohner, was einer Bevölkerungsdichte von 4650,5 Einw./km² entspricht. 42,0 % der Bevölkerung gaben Englisch als Hauptsprache an, der Anteil des Französischen betrug 17,5 %. Als zweisprachig (Französisch und Englisch) bezeichneten sich 1,3 %, auf andere Sprachen und Mehrfachantworten entfielen 39,2 %. Zu den bedeutendsten nichtoffiziellen Hauptsprachen gehörten Russisch (7,5 %), Hebräisch (3,1 %), Jiddisch (3,1 %), Rumänisch (3,0 %), Spanisch (2,3 %), Italienisch (2,2 %) und Persisch (2,1 %). Ausschließlich Englisch sprachen 28,1 %, ausschließlich Französisch 6,9 %. Im Jahr 2001 waren 69,1 % der Bevölkerung jüdisch, 12,2 % römisch-katholisch, 4,8 % muslimisch, 4,5 % protestantisch, 2,9 % orthodox und 5,2 % konfessionslos.

## Verkehr
Die Stadt wird durch mehrere Buslinien der Société de transport de Montréal erschlossen. Entlang der westlichen Stadtgrenze erstreckt sich ein Rangierbahnhof der Canadian Pacific Railway.